# Murexsul aradasii
Murexsul aradasii là một loài ốc biển, là động vật thân mềm chân bụng sống ở biển thuộc họ Muricidae, họ ốc gai.

## Miêu tả
Kích thước vỏ ốc trong khoảng 7 mm và 18 mm

## Phân bố
Loài này phân bố ở các vùng nước châu Âu dọc theo Madeira và quần đảo Canaria và ở Biển Địa Trung Hải dọc theo Hy Lạp.